# جيمس غاريتسون
جيمس غاريتسون (بالإنجليزية: James Garretson)‏ هو طبيب أسنان أمريكي، ولد في 1829 في ويلمنغتون في الولايات المتحدة، وتوفي في 1895.